# 여게바주

여게바 주의 위치

여게바주(에스토니아어: Jõgeva maakond)는 에스토니아 동부에 위치한 주로 주도는 여게바이며 면적은 2,604km2, 인구는 36,780명(2009년 기준), 인구 밀도는 14명/km2, ISO 3166-2 코드는 EE-49이다. 북동쪽으로는 이다비루 주, 동쪽으로는 페이푸스호, 남쪽으로는 타르투 주, 남서쪽으로는 빌리안디 주, 북서쪽으로는 얘르바 주, 북쪽으로는 래네비루 주와 접한다.

주기
주 문장

## 하위 행정 구역

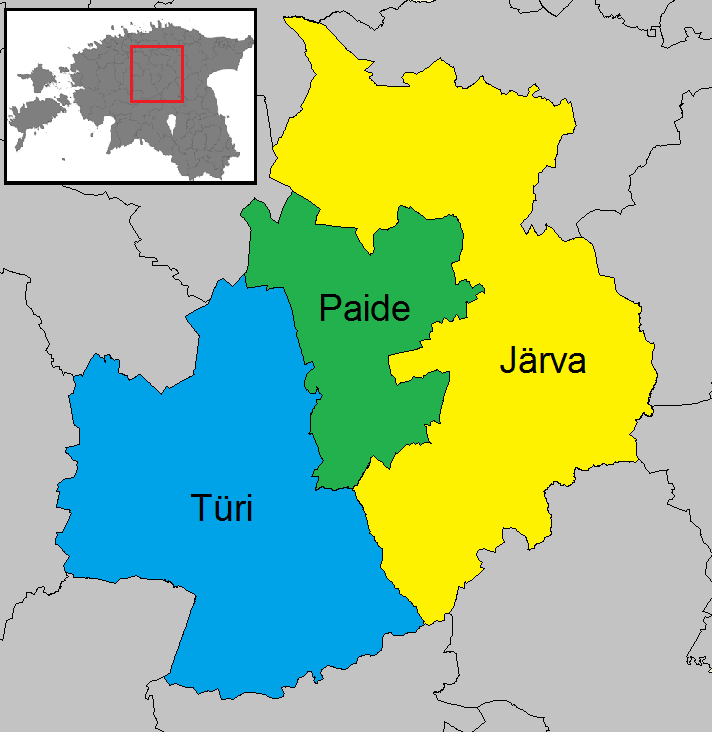
얘르바 주의 하위 행정 구역

얘르바 주는 3개 지방 자치체를 관할하는데 3개 군으로 나뉜다.
- 여게바군
- 무스트베군
- 펄차마군